# Chironia flexuosa
Chironia flexuosa är en gentianaväxtart som beskrevs av John Gilbert Baker. Chironia flexuosa ingår i släktet Chironia och familjen gentianaväxter. Inga underarter finns listade i Catalogue of Life.